# بری لیچ
بری لیچ (زادهٔ ۲۷ آوریل ۱۹۷۰ در استراتاون، اسکاتلند) آهنگساز و تنظیم کننده موسیقی بازی‌های ویدئویی اسکاتلندی است که آثار زیادی را برای بازی‌های بسیاری تنظیم کرده یا ساخته‌است که از قابل توجه‌ترین آنها می‌توان بهسری بازی‌های ویدئویی لوتوس، سری بازی‌های گاتلت، تی اف ایکس، تاپ گیر و Rush و همچنین هورایزن چایس اشاره کرد.